# ABBA
ABBA je švedski pop-sastav osnovan 1972. Kvartet su osnovali Benny Andersson, Björn Ulvaeus, Anni-Frid Lyngstad i Agnetha Fältskog. Njihove pjesme bile su vrlo popularne diljem svijeta od sredine sedamdesetih do početka osamdesetih godina 20. stoljeća. Ime ABBA nastalo je od početnih slova imena članova (Agnetha, Björn, Benny, Anni-Frid) (što je ujedino i palindrom).
Dana 27. travnja 2018. godine objavljeno je da je sastav snimio dvije nove pjesme nakon 35 godina neaktivnosti: "I Still Have Faith in You" i "Don’t Shut Me Down". Pjesme su trebale biti objavljene u prosincu 2018. godine, no sastav ih je naposljetku objavio 2021. kao glavne singlove s albuma Voyage.

## Prije ABBA-e
Benny Anderson je bio član švedskog rock sastava Hep Stars koji je bio popularan u Švedskoj tijekom šezdesetih godina. Björn Ulvaeus je bio vođa sastava Hootenanny Singers čiji je zvuk bio "mekši" i "lakši", nego zvuk Hep Starsa. Sastavima su se putovi ponekad susretali pa su odlučili zajedno pisati pjesme. Björn je ponekad sudjelovao na turnejama Hep Starsa zbog popularnosti pjesama koje su zajedno napisali. Čak je bilo predloženo da se te dvije grupe spoje u jednu, ali se to nikada nije dogodilo. Stig Anderson je bio menadžer Hootenanny Singersa i osnivač producentske kuće Polar Music koji je prepoznao potencijal u Bennyjevom i Björnovom zajedničkom radu te ih poticao na pisanje zajedničkih pjesama i zajedničkog albuma Lycka (švedski: Sreća).
Agnetha Fältskog je bila mlada švedska pjevačica koja je bila dobro primljena od strane kritičara i tekstopisaca. Svoju prvu pjesmu u Švedskoj imala je već sa 17 godina. Također je komponirala i pisala pjesme. S Anni-Frid Lyngstad se upoznala u jednom TV showu u siječnju 1968. Björna Ulvaeusa je upoznala na jednoj od turneja Hootenanny Singersa i tada su se zaljubili. Vjenčali su se 1971.
Anni-Frid Lyngstad bila je povremena pjevačica u kabareu kada je odlučila otići na nacionalno natjecanje u pjevanju na kojem je i pobijedila. Formirala je svoj sastav Anni-Frid Four. Björna Ulvaeusa je upoznala 1963. na jednom natjecanju. Sudjelovala je 1969. na Melodefestivalenu gdje je upoznala svog budućeg supruga Bennyja Anderssona koji ju je pozvao da pjeva prateće vokale s Agnethom na njegovom i Björnovom albumu Lycka.

## Rane godine
Početkom sedamdesetih, Björn i Agnetha su, iako vjenčani, vodili razdvojene glazbene karijere. Međutim, Stig Anderson je bio ambiciozan i odlučan probiti se na međunarodno tržište, po čemu švedske grupe nisu bile poznate. Björn i Benny su 1972. napisali pjesmu za Euroviziju koju je izvodila Lena Anderson "Say It With a Song". Osvojila je treće mjesto i bila hit u nekoliko država. To je ohrabrilo Stiga koji je znao da je na pravom putu.
Björn i Benny su nastavili s pisanjem pjesama i eksperimentiranjem s novim zvucima i vokalnim aranžmanima koji su imali uspjeha u Japanu. Jedna od pjesama bila je "People Need Love" s djevojkama kao pratećim vokalima koje su ovaj put imali veću ulogu nego u prijašnjim pjesmama. Svi uključein u taj projekt bili su oduševljeni novim zvukom. Stig je pjesmu izdao kao singl, potpisujući ga kao Bjorn i Benny, Agnetha i Anni-Frid.
Ploča je došla na 17. mjesto švedske glazbene ljestvice i potaknula ih na daljni rad.
Sljedeće godine odlučili su još jednom pokušati na Melodefestivalenu, švedskom natjecanju za pjesmu Eurovizije, s pjesmom "Ring Ring". S Michaelom Tretowom, rukovoditeljem studijskog rada, koji je eksperimentirao s tehnikom zvučnog zida (koji je kasnije postao novi ABBA zvuk) i Stigom koji je uredio prevođenje na engleski jezik mislili su da će ovaj put biti pobjednici, ali su završili na trećem mjestu. Album Ring Ring je prošao dobro, čak je i pjesma istog imena bila hit diljem Europe, ali ambiciozni Stig Anderson je priželjkivao proboj na američko i britansko tržište jer je znao da im samo to može omogućiti veliki uspjeh.
U to vrijeme je Stig, umoran od nezgrapnog imena, počeo četvorku nazivati ABBA. To je na početku bila šala, pošto je ABBA također bilo ime poznate tvrtke za konzerviranje ribe u Švedskoj. Ipak, Stig je vjerovao da će ime dobro proći na inozemnom tržištu jer je ta tvrtka bila manje-više nepoznata izvan zemlje. Kasnije je sastav pregovarao s tvrtkom oko prava na upotrebu imena.

## Eurovizija i poslije nje
Ponovo su se okušali na Euroviziji 1974., inspirirani rastućom glam rock scenom u Velikoj Britaniji. Pjesmom "Waterloo" nisu pogriješili, neskrivenom pop pjesmom sa značajkama glam rocka koju je producirao Michael Tretow. Sada daleko iskusniji, bili su bolje pripremljeni za natjecanje i imali su materijal vrijedan albuma kada je izbor održan u Brightonu, u Engleskoj. Švedska je ugrabila svoju prvu pobjedu na Euroviziji, a ABBA je istog trena katapultirana na britansku scenu što je bio veliki uspjeh.
Pjesma "Waterloo" je bila prvi broj 1 grupe na britanskim top-listama. Također je izdana u SAD gdje je zauzela 6. mjesto. Ipak, uspjeh se pokazao teško održivim i njihovi sljedeći singlovi "So Long" i "Honey Honey" nisu prošli tako dobro. Novi uspjeh ABBA je postigla s pjesmom "SOS" s njihovog novog albuma ABBA. "SOS" je ostala neko vrijeme na britanskoj ljestvici TOP 10 i ABBA više nije smatrana grupom koja je samo jednom pjesmom postala popularna i onda pala u zaborav.
Još veći uspjeh je došao 1975. kada je singl "Mamma Mia" postao broj 1 u Velikoj Britaniji.
Tijekom 1976. Benny i Bjorn su napisali pjesmu "Fernando" na švedskom za Fridin solo album Frida Ensam (šved. "Samo Frida"). Pjesma je bila veliki uspjeh u Švedskoj i susjednim zemljama te je provela dosta vremena na samom vrhu švedske top liste. To je potaknulo Stiga Andersona na prijevod pjesme na engleski i snimanje na ABBA album. Pjesma je postala jedna od najpoznatijih pjesama sastava diljem svijeta.
Sljedeći album Arrival predstavio je sljedeću stepenicu dostignuća u pisanju tekstova i studijskog rada. Album je nosio hit za hitom: "Money, Money, Money", "Knowing Me, Knowing You" i "Dancing Queen" (njihov jedini broj 1 u SAD-u). Do tada ABBA je bila vrlo popularna u Velikoj Britaniji, Zapadnoj Europi i Australiji.
U to vrijeme zvuk ABBA-e je bio sinonim za europop i bio je kopiran od strane sastava kao Brotherhood of Man (pobjednici Eurovizije 1976.) i Bucks Fizz (pobjednici Eurovizije 1981.). U međuvremenu 1977. ABBA je izdala ABBA – The Album koji je kritika lošije ocijenila, ali je izrodio nekoliko hitova: "The Name Of The Game", "Take A Chance On Me" i "Thank You For The Music".

## Zadnje godine
Do 1978. ABBA je bila mega sastav. 1979. je izdan album Voulez-Vous s novim hitovima drukčijeg stila. Ovaj put pjesme se sadržavale više disco stila. Hitovi: "Voulez-Vous", "Summer Night City", "Chiquitita", "Does Your Mother Know" i "I Have A Dream". Tu godinu obilježio je i razvod braka Björna i Agnethe koji su unatoč svemu nastavili raditi u grupi. Benny i Frida su se vjenčali godinu prije.
Kasnije iste godine sastav je izdao novu pjesmu "Gimme Gimme Gimme (A Man After Midnight)", njihov najveći disco hit.
Album iz 1980. Super Trouper donio je promjene s više istaknutim sintisajzerom i pratećim vokalima. Hitovi: "Super Trouper", "Lay All Your Love On Me" i "The Winner Takes It All".
"The Winner Takes It All" je napisao Björn povodom razvoda braka s Agnethom u kojoj govori o patnji i situaciji koja se stvori nakon razvoda.
The Visitors je bio njihov posljednji studijski album izdan 1981. Najpoznatije pjesme iz tog albuma su bile "When All Is Said And Done" i "One Of Us" koje su se obje odnosile na drugi razvod braka u grupi, ovaj put između Bennyja i Fride.
Razvodi između dva para jako su utjecali na grupu i njihova zadnja godina 1982. bila je obilježena albumom The Singles: The First Ten Years s novim pjesmama "Under Attack", "The Day Before You Came", "I Am The City" i "Just Like That". Benny i Björn su nastavili zajedno surađivati, a Agnetha i Frida su otišle svaka svojim putem radeći na solo albumima. Raspad grupe nikad nije bio službeno potvrđen. ABBA je otišla u povijest kao jedan od najvećih sastava u povijesti glazbe, sa zaradom koja se broji u stotinama milijuna dolara.

## Diskografija

### Studijski albumi
- Ring Ring (1973.)
- Waterloo (1974.)
- ABBA (1975.)
- Arrival (1976.)
- ABBA – The Album (1977.)
- Voulez-Vous (1979.)
- Super Trouper (1980.)
- The Visitors (1981.)
- Voyage (2021.)

### Kompilacije
- Greatest Hits (1975.)
- Greatest Hits Vol. 2 (1979.)
- Gracias Por La Musica (1980.)
- The Singles: The First Ten Years (1982.)
- ABBA Live (1986.)
- ABBA Gold – Greatest Hits (1992.)
- More ABBA Gold – More ABBA Hits (1993.)
- Thank You For The Music (1994.)
- ABBA ORO – Grandes Exitos (1999.)
- The Definitive Collection (2001.)
- The Complete Studio Recordings (2005.)
- ABBA – Number Ones (2006.)
- ABBA – The Albums (2008.)

## Nakon ABBA-e
Okupili su se ponovo 2004. povodom obilježavanje 30 godina od pobjede na Eurosongu povodom kojeg su snimili video pod nazivom "Our Last Video Ever". Najnovije okupljanje članova ABBA-e dogodilo se 4. srpnja 2008. godine na promociji mjuzikla Mamma Mia!. Björn Ulveaus je tom prilikom još jednom izjavio da ne planiraju ponovo okupiti sastav. Razlog tomu je što svih četvero članova žele da se ABBA-u pamti po onome što su bili, a ne da zarađuju na staroj slavi.

## Vanjske poveznice
- www.abbasite.com Službeni web site ABBA-e